# Joe Rodon
Joseph Peter Rodon (sinh ngày 22 tháng 10 năm 1997) là một cầu thủ bóng đá chuyên nghiệp người xứ Wales hiện đang thi đấu ở vị trí trung vệ cho câu lạc bộ Rennes tại Ligue 1 dưới dạng cho mượn từ Tottenham Hotspur ở Premier League và Đội tuyển bóng đá quốc gia Wales.
Rodon đã có 54 lần ra sân cho Swansea City trước khi chuyển đến Tottenham Hotspur tháng 10 năm 2020. Năm 2022, Rodon đã giúp Wales đủ điều kiện để tham dự World Cup lần đầu kể từ năm 1958.

## Sự nghiệp câu lạc bộ

### Swansea City
Rodon lớn lên ở Llangyfelach, Swansea, và người giữ vé mùa giải của Swansea City trước khi gia nhập câu lạc bộ năm 2005.  Anh ký hợp đồng chuyên nghiệp đầu tiên vào tháng 7 năm 2015 và ngồi băng ghế dự bị của Swansea City trong trận đấu gặp Oxford United tại Cúp FA vào tháng 1 năm 2016.  Sau đó, anh vẫn ngồi dự bị trong trận đấu ở Premier League gặp Arsenal tại sân vân động Emirates vào tháng 10 năm 2017. Rodon thi đấu với tư cách là đội trưởng của U23 Swansea trong chiến thắng 2-1 trước Cheltenham Town ở EFL Trophy ngày 15 tháng 8 năm 2017.
Ngày 30 tháng 1 năm 2018, anh gia nhập đội bóng Cheltenham Town ở League Two dưới dạng cho mượn đến cuối mùa giải 2017–18.
Rodon trở lại Swansea và được HLV Graham Potter cho ra mắt đội trưởng trước mùa giải EFL Championship 2018-19. Anh đã trở thành cầu thủ thường xuyên đá chính cho đội bóng anh và có 21 lần ra sân trong mùa giải sau dưới thời tân huấn luyện viên Steve Cooper.

### Tottenham Hotspur
Ngày 16 tháng 10 năm 2020, Rodon ký hợp đồng câu lạc bộ Tottenham Hotspur ở mùa giải Premier League có thời hạn 5 năm với mức phí khoảng 11 triệu bảng. Rodon có trận ra mắt Premier League cho Tottenham Hotspur vào ngày 26 tháng 10 năm 2020 sau khi vào sân thay cho Son Heung-min ở phút thứ 93 trong chiến thắng 1–0 trước Burnley. Anh có trận đầu tiên cho câu lạc bộ trong trận gặp Chelsea trên sân khách ngày 29 tháng 11 khi Toby Alderweireld bị chấn thương và giúp giữ sạch lưới trong trận hòa 0–0.

#### Rennes (mượn)
Ngày 1 tháng 8 năm 2022, có thông báo rằng Rodon gia nhập đội bóng Rennes ở Pháp theo dạng cho mượn kéo dài 1 năm với tùy chọn mua.

## Sự nghiệp quốc tế
Anh được gọi lên đội tuyển quốc gia xứ Wales cho trận đấu ở vòng loại Euro 2020, gặp Azerbaijan vào tháng 9 năm 2019. Rodon có trận ra mắt gặp Azerbaijan, chơi cả 90 phút trong chiến thắng 2-1. Tháng 5 năm 2021, anh được vào đội tuyển Xứ Wales cho UEFA Euro 2020 bị trì hoãn. Tháng 11 năm 2022, anh có tên trong đội tuyển Wales tham dự FIFA World Cup 2022 tại Qatar.

## Phong cách chơi
Rodon là một trung vệ chơi bóng và được so sánh với Fikayo Tomori.

## Thống kê sự nghiệp

### Câu lạc bộ
Tính đến 3 tháng 11 năm 2022
| Câu lạc bộ             | Mùa giải            | Giải đấu            | Giải đấu | Giải đấu | Cúp Quốc gia | Cúp Quốc gia | Cúp Liên đoàn | Cúp Liên đoàn | Châu lục | Châu lục | Khác | Khác | Tổng cộng | Tổng cộng |
| Câu lạc bộ             | Mùa giải            | Giải đấu            | Trận     | Bàn      | Trận         | Bàn          | Trận          | Bàn           | Trận     | Bàn      | Trận | Bàn  | Trận      | Bàn       |
| ---------------------- | ------------------- | ------------------- | -------- | -------- | ------------ | ------------ | ------------- | ------------- | -------- | -------- | ---- | ---- | --------- | --------- |
| Swansea City           | 2015–16             | Premier League      | 0        | 0        | 0            | 0            | 0             | 0             | —        | —        | —    | —    | 0         | 0         |
| Swansea City           | 2016–17             | Premier League      | 0        | 0        | 0            | 0            | 0             | 0             | —        | —        | —    | —    | 0         | 0         |
| Swansea City           | 2017–18             | Premier League      | 0        | 0        | 0            | 0            | 0             | 0             | —        | —        | —    | —    | 0         | 0         |
| Swansea City           | 2018–19             | Championship        | 27       | 0        | 1            | 0            | 0             | 0             | —        | —        | —    | —    | 28        | 0         |
| Swansea City           | 2019–20             | Championship        | 21       | 0        | 0            | 0            | 0             | 0             | —        | —        | —    | —    | 21        | 0         |
| Swansea City           | 2020–21             | Championship        | 4        | 0        | 0            | 0            | 1             | 0             | —        | —        | —    | —    | 5         | 0         |
| Swansea City           | Tổng cộng           | Tổng cộng           | 52       | 0        | 1            | 0            | 1             | 0             | —        | —        | —    | —    | 54        | 0         |
| Swansea City U23       | 2016–17             | —                   | —        | —        | —            | —            | —             | —             | —        | —        | 4    | 0    | 4         | 0         |
| Swansea City U23       | 2017–18             | —                   | —        | —        | —            | —            | —             | —             | —        | —        | 4    | 0    | 4         | 0         |
| Swansea City U23       | Tổng cộng           | Tổng cộng           | —        | —        | —            | —            | —             | —             | —        | —        | 8    | 0    | 8         | 0         |
| Cheltenham Town (mượn) | 2017–18             | League Two          | 12       | 0        | —            | —            | —             | —             | —        | —        | —    | —    | 12        | 0         |
| Tottenham Hotspur      | 2020–21             | Premier League      | 12       | 0        | 2            | 0            | 0             | 0             | 0        | 0        | —    | —    | 14        | 0         |
| Tottenham Hotspur      | 2021–22             | Premier League      | 3        | 0        | 2            | 0            | 1             | 0             | 4        | 0        | —    | —    | 10        | 0         |
| Tottenham Hotspur      | Tổng cộng           | Tổng cộng           | 15       | 0        | 4            | 0            | 1             | 0             | 4        | 0        | —    | —    | 24        | 0         |
| Rennes (mượn)          | 2022–23             | Ligue 1             | 9        | 1        | 0            | 0            | —             | —             | 5        | 0        | —    | —    | 14        | 1         |
| Tổng cộng sự nghiệp    | Tổng cộng sự nghiệp | Tổng cộng sự nghiệp | 88       | 1        | 5            | 0            | 2             | 0             | 9        | 0        | 8    | 0    | 112       | 1         |

1. 1 2  EFL Trophy
2. ↑  UEFA Europa Conference League
3. ↑  UEFA Europa League

### Đội tuyển quốc gia
Tính đến 26 tháng 3 năm 2024
| Wales     | Wales | Wales |
| Năm       | Trận  | Bàn   |
| --------- | ----- | ----- |
| 2019      | 4     | 0     |
| 2020      | 6     | 0     |
| 2021      | 12    | 0     |
| 2022      | 11    | 0     |
| 2023      | 9     | 0     |
| 2024      | 2     | 0     |
| Tổng cộng | 44    | 0     |